# Stella Gonet
Stella Gonet (Greenock, 8 mei 1963) is een Schotse theater-, film- en televisieactrice. Zij genoot een opleiding aan de Royal Scottish Academy of Music and Drama en is het meest bekend van haar rol als Beatrice Eliott (de oudste van de twee zusters) in de televisieserie The House of Eliott, een rol die zij 34 maal speelde. Ook in de televisieserie Holby City trad zij 27 keer op. Stella Gonet trad ook op in Casualty, The Crow Road, Persuasion en speelde zij in de mini-serie The Secret.
Zij is een veelgevraagde actrice in allerlei detectiveseries zoals in: Murder in Suburbia, The Bill,  Foyle's War in 2004, in Midsomer Murders ook in 2004, in Inspector Lynley Mysteries in 2005, in Taggart eveneens in 2005, in Dalziel and Pascoe in 2006 en in 2007 in een aflevering van Rebus (televisieserie) en in 2010 in Lewis (televisieserie).
In 2013 speelde zij een rol in de serie Father Brown. In 2025 speelde Gonet de rol van Jenny in de film 28 Years Later van Danny Boyle.
Stella Gonet is in 2005 getrouwd met de Engelse acteur Nicholas Farrell, met wie ze een dochter heeft.
- Bibliothèque nationale de France: cb16969721v (data)
- Gemeinsame Normdatei: 1248239083
- International Standard Name Identifier: 0000 0000 4155 9020
- Library of Congress Control Number: no97067836
- Nationale Bibliotheek van Israël: 987007372272905171
- Nederlandse Thesaurus van Auteursnamen: 170558053
- Système universitaire de documentation: 092256937
- Virtual International Authority File: 56221021
- WorldCat: E39PBJxGPGcPbCqTj4jkwwC4v3